# Maria-Alfonsyna Danil Ghattas
Maria-Alfonsyna Danil Ghattas (ur. 4 października 1843 w Jerozolimie, zm. 25 marca 1927 w En Kerem) – zakonnica, święta Kościoła katolickiego, Palestynka.

## Życiorys
W 1857 mając 14 lat wstąpiła do Zgromadzenia Sióstr św. Józefa od Objawienia. 30 czerwca 1860 otrzymała habit i przyjęła imię zakonne Alfonsyna. W 1862 złożyła śluby zakonne, potem pracowała jako katechetka. 24 lipca 1880 założyła Zgromadzenia Sióstr od Najświętszego Różańca z Jerozolimy. Zmarła mając 83 lata w opinii świętości.
22 listopada 2009 została beatyfikowana przez papieża Benedykta XVI. Msza beatyfikacyjna odbyła się w bazylice Zwiastowania w Nazarecie i była celebrowana przez kardynała Angelo Amato, prefekta Kongregacji Spraw Kanonizacyjnych.
17 maja 2015 papież Franciszek kanonizował bł. Marię-Alfonsynę Danil Ghattas oraz trzy inne zakonnice (Emilię de Villeneuve, Marię Baouardy i Marię Krystynę od Niepokalanego Poczęcia).